# Rugoppia boraha
Rugoppia boraha är en kvalsterart som först beskrevs av Sandór Mahunka 1994.  Rugoppia boraha ingår i släktet Rugoppia och familjen Oppiidae. Inga underarter finns listade i Catalogue of Life.